# 인비저블 게스트
《인비저블 게스트》(스페인어: Contratiempo, 영어: The Invisible Guest)는 2016년에 공개된 스페인의 미스터리 스릴러 영화이다. 오리올 파울로가 연출과 공동 각본을 맡았으며, 마리오 카사스, 바르바라 레니, 아나 바헤네르, 호세 코로나도 등이 출연하였다.
2022년 리메이크작인 대한민국 영화 《자백》이 개봉하였다.

## 줄거리
성공한 젊은 사업가 아드리안에게 살인 누명이 씌워졌다! 여자친구를 살해했다는 죄목으로 기소된 그는 무패의 변호사 비르히니아를 고용한다. 찾아온 비르히니아는 현재 그에게 남은 시간이 단 3시간 밖에 없으며 사건을 재구성하여 무죄임을 입증하자고 제안한다. 그러나 사건을 파헤칠수록 비르히니아는 아드리안이 무언가 숨기고 있다는 걸 알아차리는데....

## 출연진
- 마리오 카사스 - 아드리안 도리아 역
- 바르바라 레니 - 라우라 비달 역
- 아나 바헤네르 - 비르히니아 구드만 역
- 호세 코로나도 - 토마스 가리도 역
- 이니고 가스테시 - 다니엘 가리도 아빌라 역
- 프랑세스크 오레야 - 펠릭스 레이바 역
- 산 옐라모스 - 소니아 역
- 다비드 셀바스 - 브루노 역
- 파코 토우스

## 기타 제작진
- 배역: 에바 레이라, 욜란다 세라노
- 미술: 발테르 가야르트
- 세트: 마르타 바사코, 이도이아 에스테반
- 의상: 미겔 세르베라
- 특수 효과: 알렉스 비야그라사